# Synercticus heteromerus
Synercticus heteromerus is een keversoort uit de familie Boridae. De wetenschappelijke naam van de soort is voor het eerst geldig gepubliceerd in 1842 door Newman.